# Al-Muqtafí (abbàssida)
Abu-Abd-Al·lah Muhàmmad al-Muqtafí li-amr-Al·lah (àrab: أبو عبد الله محمد المقتفي لأمر الله, Abū ʿAbd Allāh Muḥammad al-Muqtafī li-amr Allāh), més conegut per la primera part del seu làqab com a al-Muqtafí (9 d'abril de 1096-1160), fou califa abbàssida de Bagdad (1136-1160). La seva mare era una esclava.
Era fill del califa al-Mústadhhir, germà d'al-Mústarxid i oncle d'ar-Ràixid, els tres califes que el van precedir. El darrer fou deposat després de revoltar-se contra el soldà seljúcida Massud ibn Muhàmmad i llavors al-Muqtafí fou posat al tron (17 de setembre de 1136).
Va aprofitar les dissensions entre els seljúcides per mantenir la seva autoritat a Bagdad, i augmentar-la per diversos districtes de l'Iraq. Al-Muqtafí va ser capaç de defensar la capital de diversos atacs: el 1148 diversos emirs van refusar obediència al sultà seljúcida Massud ibn Muhàmmad i van marxar sobre Bagdad però foren derrotats per forces del califa. L'any següent, 1149, la situació es va repetir de manera gairebé idèntica. Massud va morir el 13 de setembre de 1152 i el va succeir el seu nebot Malik-Xah III, però per la seva incapacitat fou deposat al cap d'uns mesos pels emirs que van proclamar al seu germà Muhàmmad II ibn Mahmud, i aquest període fou aprofitat pel califa per estendre i consolidar el seu poder apoderant-se d'al-Hilla i de Wasit.
El 1153 el sultà oriental Sanjar fou derrotat i fet presoner pels oghuz en revolta i els seus emirs van proclamar sultà el germà de Massud, Sulayman Xah ibn Muhammad (1154). El febrer/març del 1156 el califa va reconèixer Sulayman Xah a canvi de no intervenir en els afers de l'Iraq, però malgrat el suport que li va donar el califa fou derrotat pel seu nebot Muhàmmad II ibn Mahmud (juny/juliol de 1156). Llavors el soldà seljúcida, en resposta, va assetjar Bagdad i va obligar el califa a refugiar-se al barri oriental (gener/febrer de 1157), on va quedar assetjat durant un mesos, fins que el maig el sultà va abandonar el setge per fer front a Màlik-Xah III que marxava contra Hamadan. Muhammad III va derrotar a Màlik-Xah III i les hostilitats es van acabar.
Llavors el sultà es va reconciliar amb el califa i per refermar l'aliança entre ambdós, al-Muqtafí es va casar amb Fàtima, germana de Muhàmmad II. Després va provar dues vegades d'apoderar-se de Takrit, sense èxit, però va poder sotmetre Lihf.
Durant el seu califat Imad-ad-Din Zengi, governador de Mossul, va lluitar ferotgement contra els croats i es va fer conèixer com un guerrer valent i generós i va obtenir la primera gran victòria musulmana en reconquerir Edessa. En un moment en dificultats, Zengi va fer una crida urgent per lluitar contra els croats. El sultà i el califa van enviar 20.000 homes a la lluita. Però en realitat ni els seljúcides, ni el califa, ni els seus emirs tenien cap entusiasme en la guerra.
Al-Muqtafi va morir el 12 de març de 1160. És lloat pels primers historiadors musulmans com a virtuós, capaç i valent. Durant el seu califat de vint anys, va dirigir moltes expedicions menors contra els enemics dels voltants.